# カドマ
カドマ（Kadoma）は、ジンバブエ共和国の都市。

## 位置
カドマは、ジンバブエに10ある地域区分の一つである、西マショナランド州のカドマ地区（Kadoma District）に属する。首都でジンバブエ最大の都市であるハラレからは道路で南西に約166km離れている。ハラレとブラワヨを結ぶ幹線道路である高速道路A-5沿いにあり、ブラワヨまでは南西に約305kmの距離がある。
カドマの位置情報は南緯18° 20' 24.00"、西経29° 54' 0.00で、海抜は1183mである。

## 産業と環境
カドマ市の中心部のインフラはよく、町の周りの土地は、なだらかな草原の丘陵と森で美しい。
カドマは鉱山業の町である。1トンの鉱石あたり10.12グラムの金を含む、645000トンの埋蔵量を持つ大きな金鉱があり、そこから、210500オンスの金が抽出され得る。また、特有の問題を抱える小さな金鉱もある。サンヤチ（Sanyati）河に接したカドマから92Km離れた場所で、銅の鉱石が採掘されており、カドマで加工されている。金は、採掘者によって、水銀を濃縮した銅の板の上で洗われる。水銀の取り扱い、とりわけ、汚水処理の欠如は、その後、この町の中心的問題になってしまった。清潔で安全な飲み水がないのである。住民の血液中の水銀値が異常に高い。10歳から子供も働かされるのはごく普通である。その69％が慢性の水銀中毒を患っている。さもなければ、安全策が採られていない煙突や、水銀との合金を作る場所に問題があり、気管支の疾患やマラリア、結核、そしてエイズなどがある。それらは、もっともしばしば死の原因となる。特に、ムズヴェズヴェ（Muzvezve）における状況は致命的である。
採掘者の地域は、次の２つの地域に広がっている。1つは、南に、クロー（Claw）を超えてダム（Damm）までであり、もう1つは、北へチャカリ（Chakari）までである。そこでは、人は鉱山と密接に生活している。そこには、まったく汚水処理がなく、川の水があるだけである。いくつかの救援の企画はそこに学校を建てたり、医師による処置を組織化したりしようと試みている。しかし、ジンバブエ政府が水路を開け放って以来、これら全てはただ良い目標を実現する。しかし、現地では現実を変えはしないのである。カドマは金の陶酔のまちである。そして、それは、圧力をかけられ、組織的に鉱業が形成されるまで、そのままであり続けるだろう。

## 姉妹都市
- ナミビア ウィントフック（Windhoek）